# 謝錫賢
謝錫賢（？—？），字德光，號㟍笏，湖廣宝庆府新寧縣人，明朝政治人物。

## 生平
天啓四年（1624年）甲子科湖廣鄉試第十名舉人，崇禎十年（1637年），登丁丑科會試第二十三名，廷試三甲第一百八十名进士。都察院观政，十一年授浙江海鹽知縣。

## 家族
曾祖謝大翰，祖父謝武祥，父谢凤翔。